# The Young Bucks

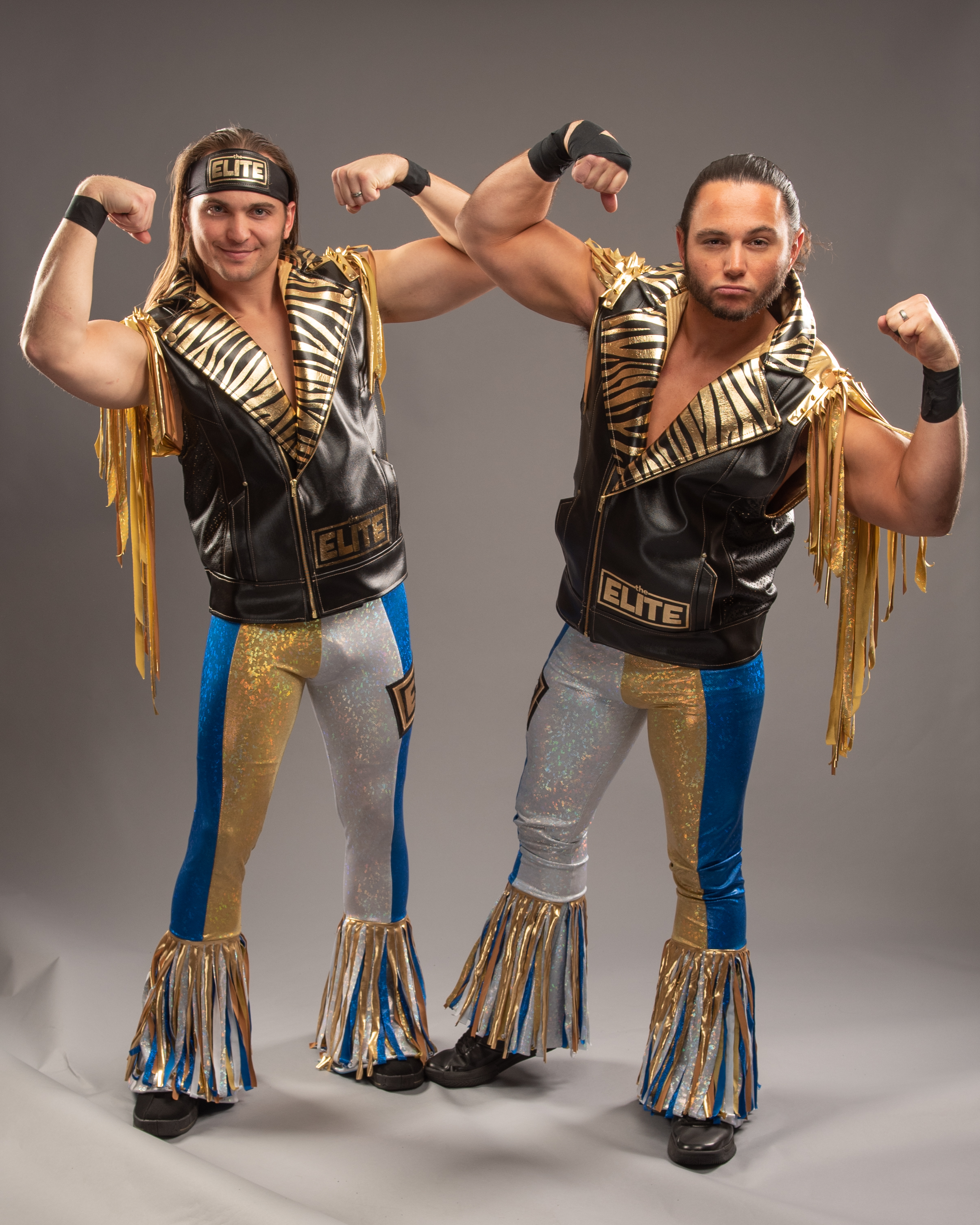
Nick și Matt Jackson

Young Bucks este o echipă americană de wrestling profesionist, formată din frații Matthew și Nicholas Massie, cunoscuți sub numele lor de ring Matt și, respectiv, Nick Jackson.